# Grigore Bradea

Grigore Bradea (n. 1 martie 1947, Spermezeu - d. 10 iulie 1998, Bistrița) a fost un sculptor român. 
A devenit membru al U.A.P. în 1981, la secția sculptură, fiind unul din cei mai reprezentativi sculptori români din generația '70.

## Studii
În 1961 s-a înscris la Liceul de Arte Plastice „Romulus Ladea” din Cluj-Napoca, pe care l-a absolvit în 1965. În același an a fost admis la Institutul de Arte Plastice „Ion Andreescu” din Cluj-Napoca, secția sculptură, la clasa profesorului Kós András, pe care l-a absolvit în 1972. 

## Activitatea profesională
După absolvirea studiilor universitare a fost numit profesor la Liceul Pedagogic „George Coșbuc” din Năsăud, după care s-a stabilit la Bistrița unde, alături de alți colegi de generație, a făcut demersuri pentru înființarea unui cenaclu de creație la Bistrița și pentru alocarea unor spații pentru ateliere artiștilor plastici bistrițeni.
În vara anului 1988 Grigore Bradea s-a aflat la Anieș împreună cu sculptorii Maxim Dumitraș, Anton Tănase și Mircea Mocanu, spre a sculpta, după un desen tehnic riguros, elemente din piatră destinate coloanelor și placărilor cu piatră la Casa Poporului.

## Opera
În afară de o serie de lucrări de sculptură mică, aflate în colecția Muzeului Județean Bistrița-Năsăud („Portret-Ion”, „Nicolae Iorga”, „Luptător” și „Portret” în sala cu artă contemporană și sculptura de dimensiuni mai mari „Primăvara”, așezată în grădina Muzeului Județean) și în diverse colecții particulare, opera sa cuprinde și lucrări de sculptură monumentală, din care cele mai reprezentative sunt următoarele:
- Ziua și Noaptea - Tabăra de sculptură Măgura, Ediția a VIII-a, 1977
- Victoria - Sângeorz-Băi, 1978
- Maternitate - Piatra Neamț, 1979
- Maternitate - Slatina, 1980

## Expoziții și simpozioane
- 1969 - Primăvara Studențească (premiul II, sculptură), Cluj-Napoca;
- 1969 - Expoziție personală desen (Casa Matei Corvin), Cluj-Napoca;
- 1970 - Primăvara Studențească (premiul I, sculptură), Cluj-Napoca;
- 1970 - Salonul Național al Școlilor și Institutelor de Artă, București;
- 1971 - Primăvara Studențească (premiul III, sculptură), Cluj-Napoca;
- 1971 - Salonul Național al Artei Studențești (premiul II, sculptură), Cluj-Napoca;
- 1974-1992 Expoziții anuale și trimestriale ale Cenaclului de Creație Bistrița și a Filialei interjudețene Cluj-Bistrița-Zalău;

## Expoziții personale
- 1975 - Galeria Municipală, Bistrița;
- 1978 - Galeria Mică, Cluj-Napoca;

## Expoziții de grup
- 1976 - Cluj-Napoca;
- 1976 - Galați;
- 1988 - Galeriile U.A.P., Bistrița;
- 1989 - Căminul Artei, București

## Expoziții Internaționale
- 1988 - Sandomierz, Polonia;
- 1988 - Toronto, Canada
- 1991 - Montreuil, Franța;

## Simpozioane
- 1977 - Măgura, Buzău;
- 1978 - Sîngeorz-Băi, Bistrița-Năsăud;
- 1979 - Piatra Neamț;
- 1980 - Slatina, Olt;
- 1981 - Moneasa, Arad;
- 1982 - Costinești, Constanța;
- 1986 - Babadag, Tulcea;
- 1987 - Oarba de Mureș, Mureș;
- 1988 - Lăzarea, Harghita;
- 1992 - Sîngeorz-Băi, Bistrița-Năsăud;

## In memoriam
În perioada 1 - 3 martie 2013, în incinta Galeriei "Arcade-24" din Piața Centrală a orașului Bistrița a avut loc evenimentul "Un fel de om - Grigore Bradea", dedicat împlinirii a 15 ani de la mutarea la cele veșnice a sculptorului Grigore Bradea, deosebit de activ în conturarea grupării plastice din municipiu.
În galerie au fost expuse peste 30 de portrete ale sculptorului Grigore Bradea semnate de pictori și sculptori care l-au cunoscut. Între aceștia se numără Vasile Mureșan Murivale, Radu Hangan, Marius Șușcă, Elena Nacu, Georgiana Vrânceanu Cotuțiu, Alexandru Șerban, George Mircea, Arpad Racz, Pavel Bucur, Elena Gheorghe, Aurel Marian, Vioara Dinu, Mihai Istudor, Mihai Buculei, Maxim Dumitraș, Marcel Lupșe, Ioan Cadar, Adina Mocanu, Aurel Contras, Mariana Moldovan, Mircea Mocanu, Vasile Tolan, Miron Duca, Nicolae Fleissig, Ionel Tănase, Marius Ghenescu și Geo Goidaci – foști elevi, colegi sau prieteni – care, în schițe, desene, picturi sau sculpturi, au încercat să aducă un omagiu sculptorului Grigore Bradea.
În memoria sa, Asociația Culturală „Grigore Bradea”, în colaborare cu Uniunea Artiștilor Plastici din România și Universitatea de Arte și Design Cluj Napoca, a instituit în anul 2013 un premiu Grigore Bradea care să fie decernat anual unui tânăr sculptor. Juriul care a stabilit câștigătorul premiului din 2013 a fost condus de Radu Morar, sculptor și decan al Facultății de Sculptură de la Universitatea de Artă din Cluj. 